# Igar
Igar is een plaats (község) en gemeente in het Hongaarse comitaat Fejér. Igar telt 1141 inwoners (2001).